# جايسون بيري (لاعب كرة قاعدة)
جايسون بيري (بالإنجليزية: Jason Perry)‏ هو لاعب كرة قاعدة أمريكي، ولد في 18 أغسطس 1980 في فريمونت في الولايات المتحدة.

## وصلات خارجية
- جايسون بيري على موقع دوري كرة القاعدة الرئيسي (الإنجليزية)
- جايسون بيري على موقعبيزبول رفرنس.كوم (الدوري الرئيسي) (الإنجليزية)
- جايسون بيري على موقع إي إس بي إن.كوم (أم.أل.بي) (الإنجليزية)
- جايسون بيري على موقع مشجعي الرسوم البيانية (الإنجليزية)